# اوتاگاوا کونی‌ترو
اوتاگاوا کونی‌ترو ژاپنی: 歌川国輝؛ ۱ ژانویهٔ ۱۸۰۸ – ۱ ژانویهٔ ۱۸۷۶) نقاش هنرمند اوکی‌یوئه در سبک اوتاگاوا در دوره ادو اهل ژاپن بود. او شاگرد اوتاگاوا کونی‌سادا بود.